# 1771 Makover
1771 Makover eller 1968 BD är en asteroid i huvudbältet som upptäcktes den 24 januari 1968 av den ryska astronomen Ljudmjla Tjernych vid Krims astrofysiska observatorium på Krim. Den har fått sitt namn efter den ryske astronomen Samuel Makover.
Asteroiden har en diameter på ungefär 46 kilometer.